# Air Bangladesh

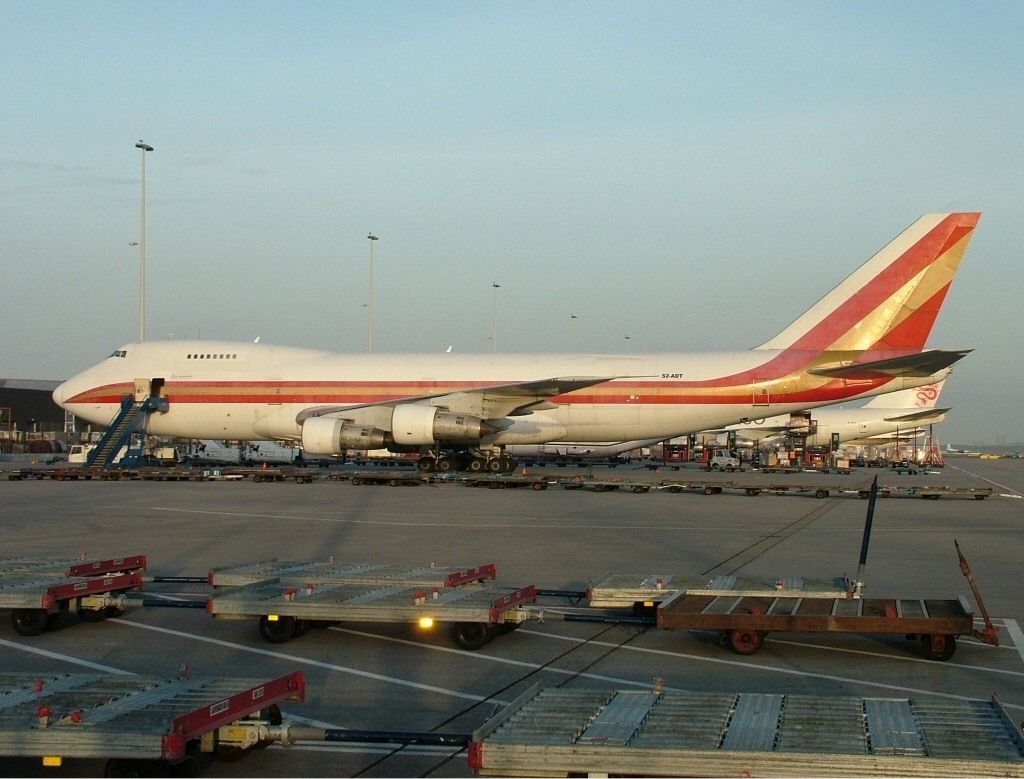
Boeing 747-200F авіакомпанії Air Bangladesh в амстердамському аеропорту Схіпхол, 2005 рік

Air Bangladesh — скасована авіакомпанія Бангладеш зі штаб-квартирою в Дацці, яка працювала у сфері чартерних вантажних перевезень в Південно-Східній Азії.
Портом приписки авіакомпанії був міжнародний аеропорт Шахджалал в Дацці.

## Історія
Авіакомпанія була заснована в 2000 році і розформувалася вже у 2005 році.
Air Bangladesh була включена в список авіакомпаній з забороною на польоти в країни Євросоюзу з причин наявності проблем із забезпеченням авіаційної безпеки і відсутністю прозорості в операційній діяльності (включаючи і відсутність декларацій на перевезені вантажі).

## Флот
За всю історію своєї діяльності Air Bangladesh експлуатувала один літак Boeing 747-269B(SF) (реєстраційний S2-ADT). Після банкрутства перевізника лайнер перейшов у розпорядження американської вантажної авіакомпанії Kalitta Air.